# Gerlach

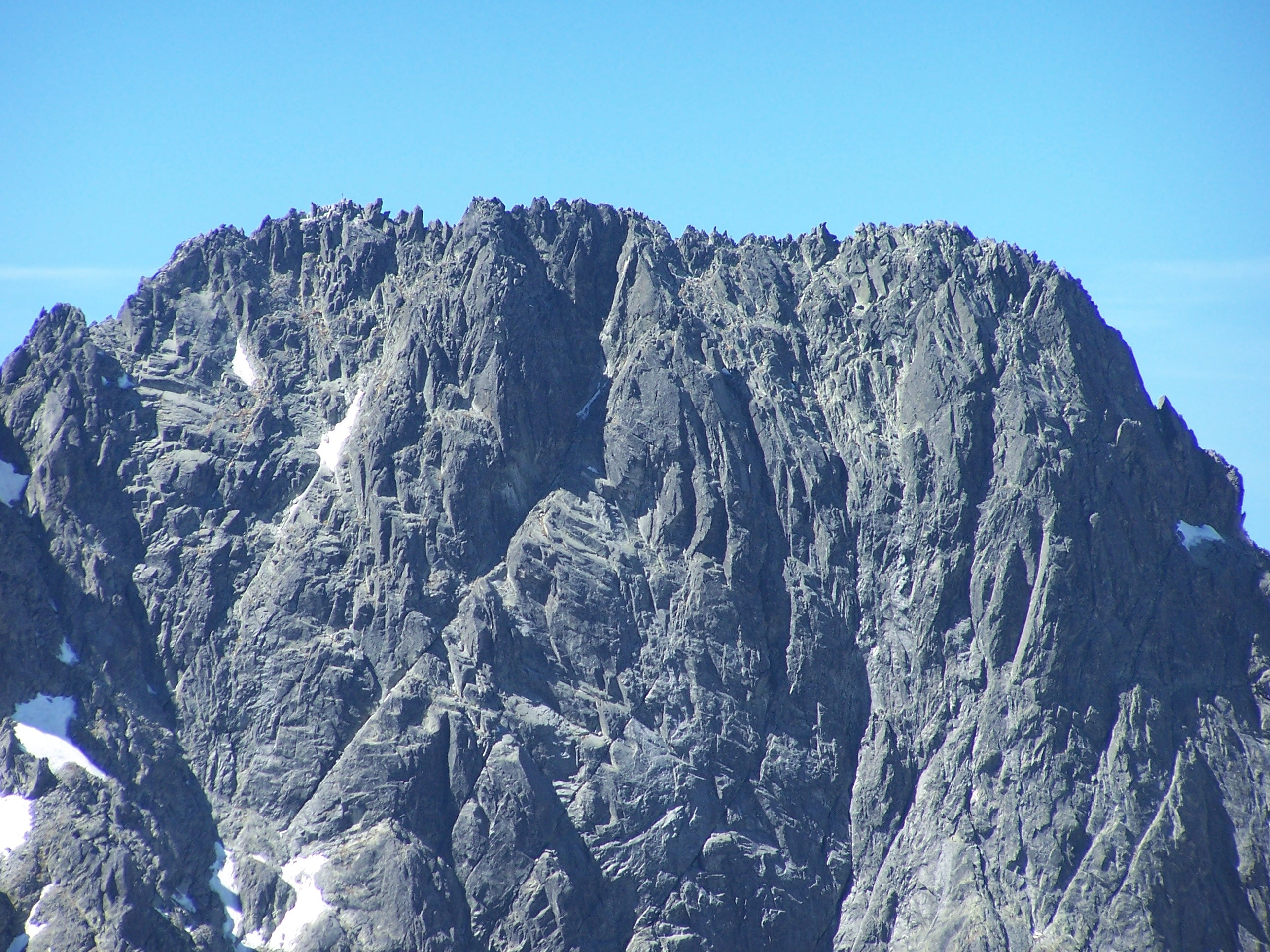
Grań głównego szczytu Gerlacha

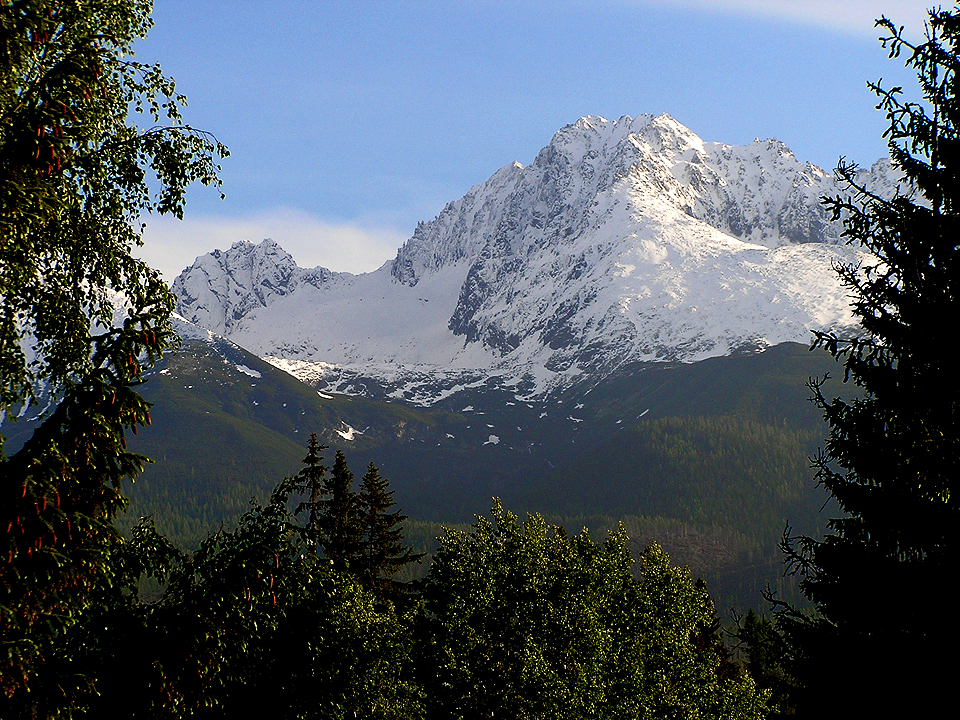
Południowa ściana Gerlacha, widziana z Doliny Batyżowieckiej

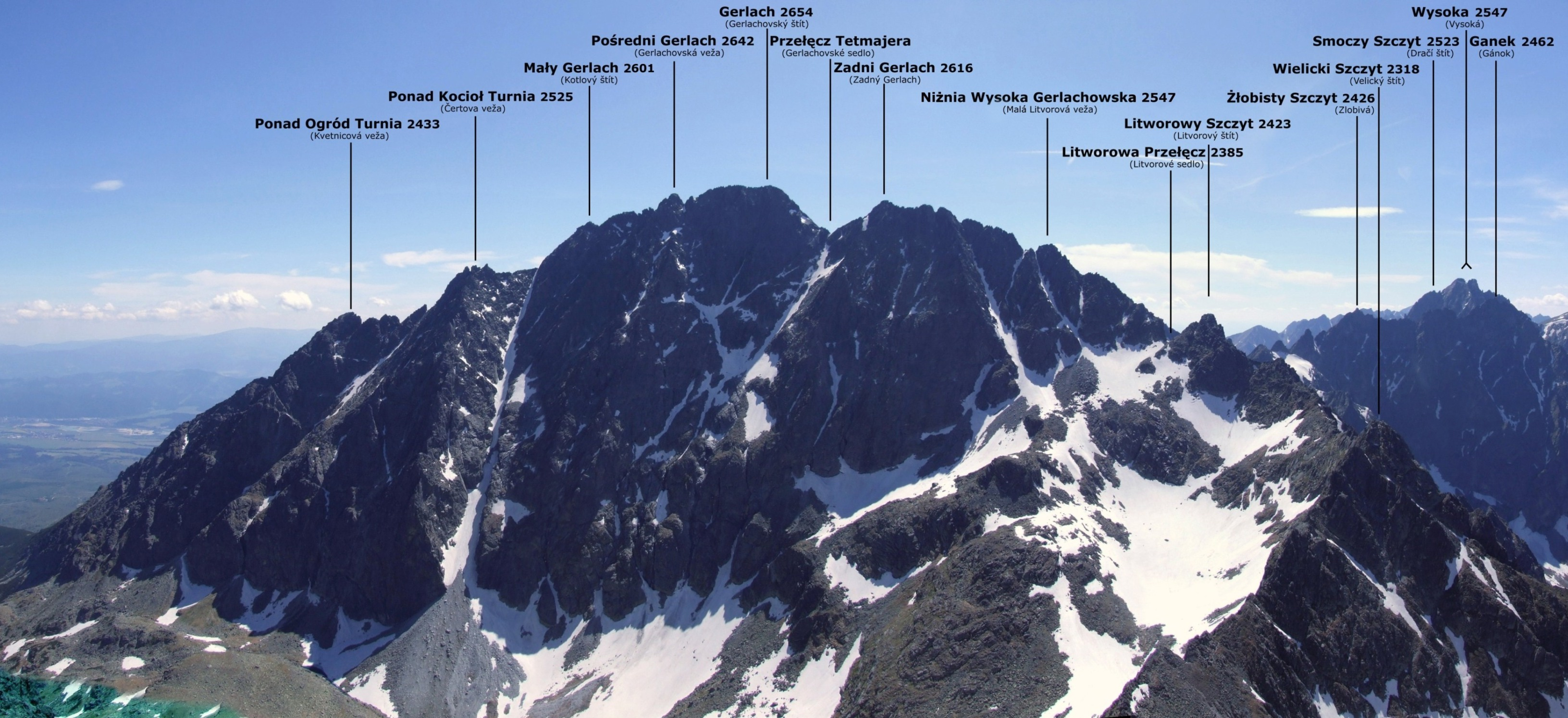
Gerlach, widok z Małej Wysokiej

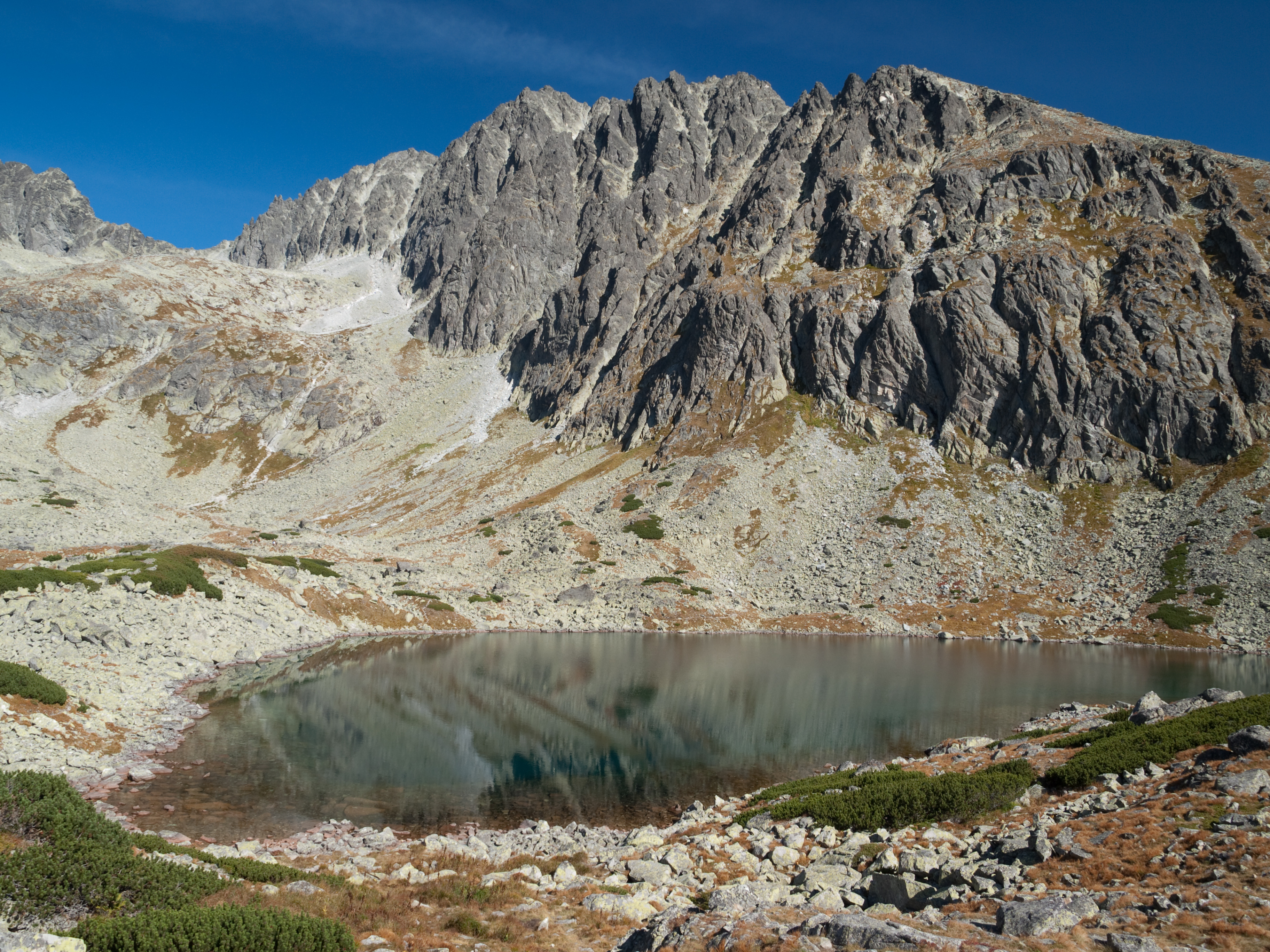
Gerlach znad Batyżowieckiego Stawu

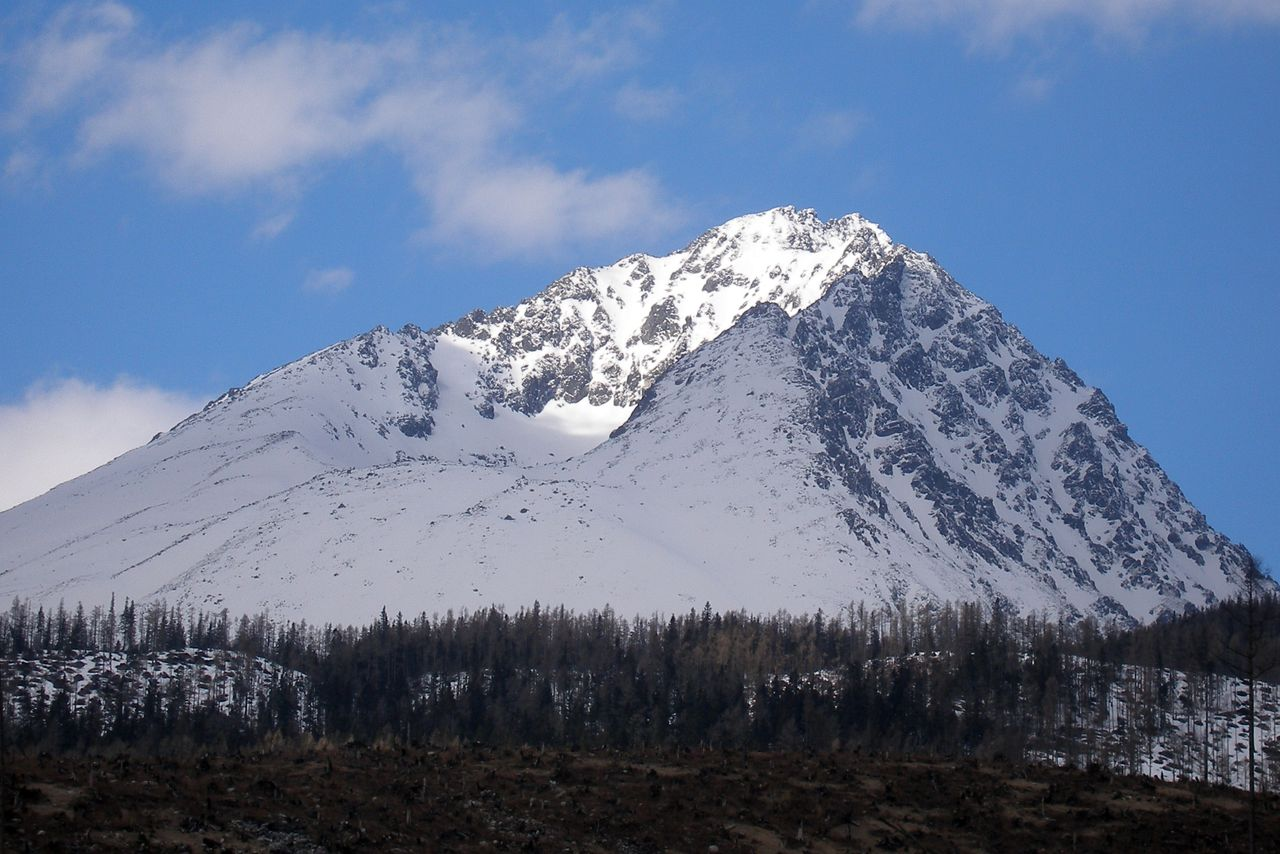
Gerlach widziany z Tatrzańskich Zrębów, dobrze widoczny Gerlachowski Kocioł

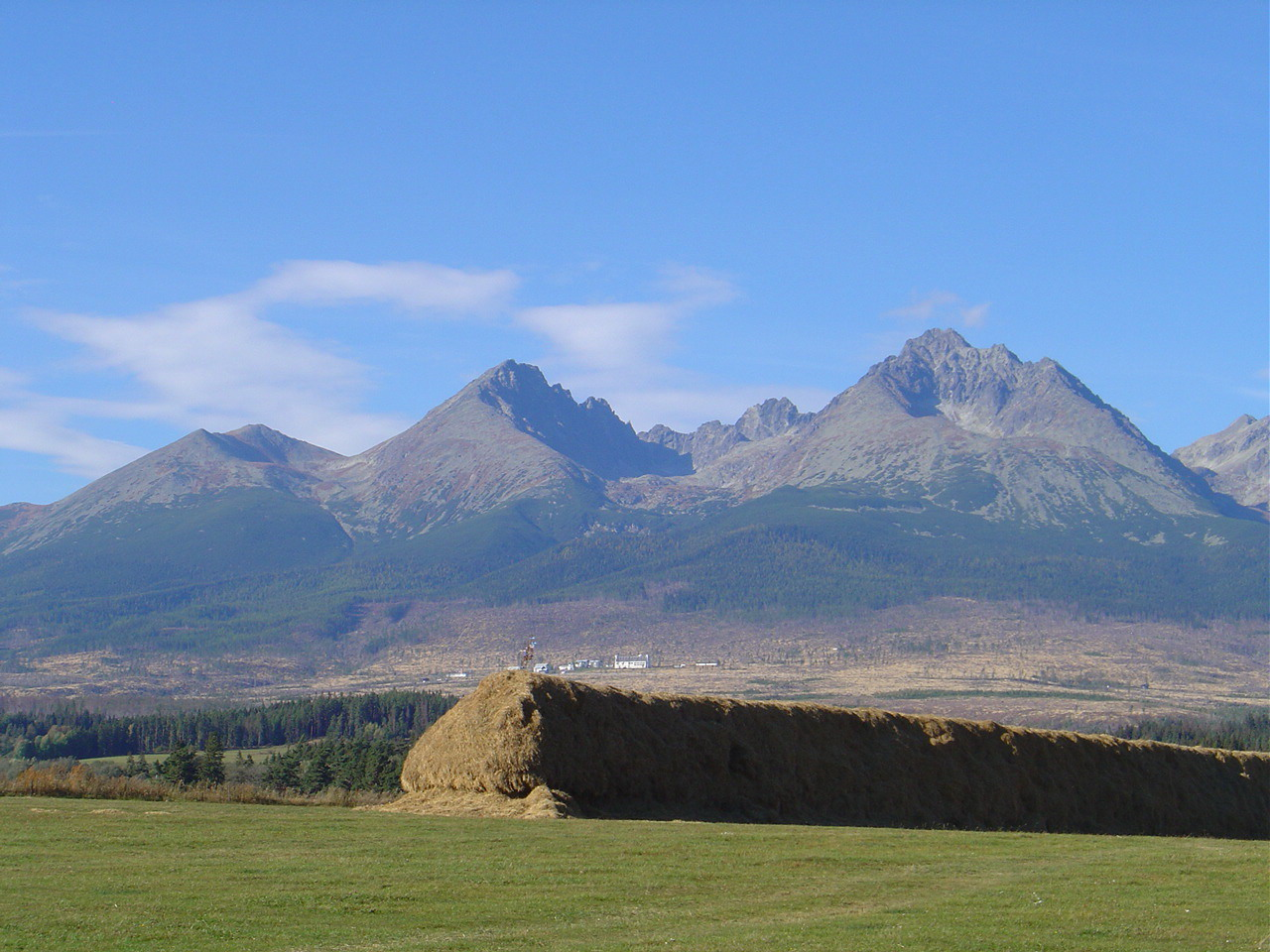
Od lewej strony: Tępa, Kończysta, Gerlach

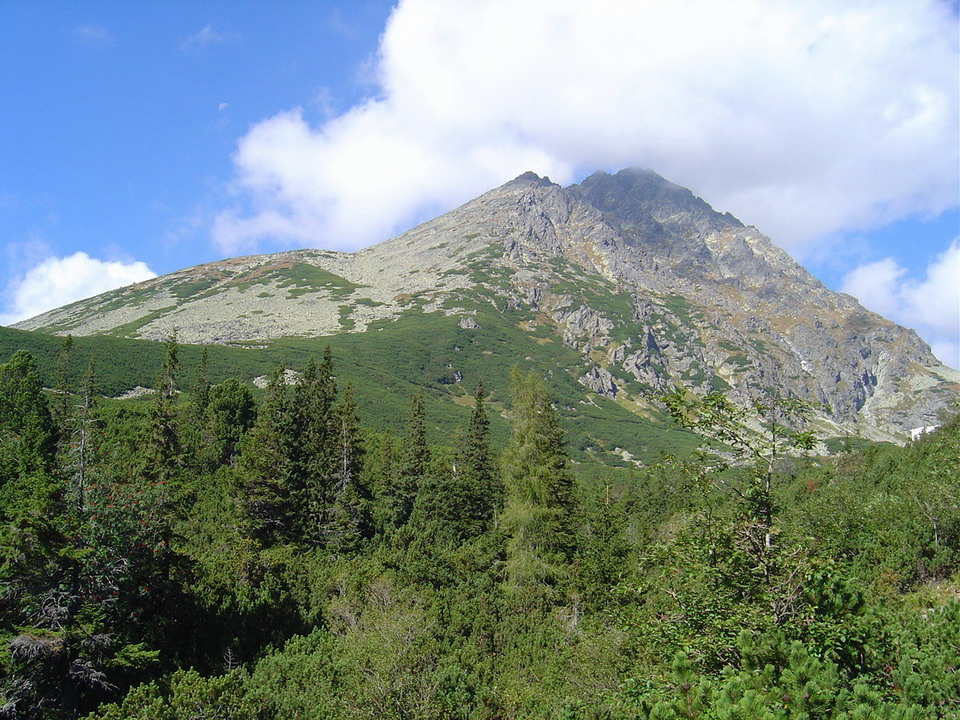
Gerlach z Doliny Wielickiej

Trójwymiarowy model okolic Gerlacha

Gerlach, Gierlach (słow. Gerlachovský štít, Gerlachovka, niem. Gerlsdorfer Spitze, Gerlach, węg. Gerlachfalvi-csúcs), 2655 m n.p.m. – najwyższy szczyt Tatr oraz całych Karpat i jednocześnie Słowacji, położony w bocznej grani Tatr Wysokich. Szczyt ten należy do Korony Europy, Wybitnej Korony Tatr oraz Wielkiej Korony Tatr.

## Topografia
Masyw Gerlacha składa się z kilku wierzchołków. Grań rozpoczyna się od strony północno-zachodniej wierzchołkiem zwornikowym z granią główną – Zadnim Gerlachem (Zadný Gerlach, 2616 m), którego zbocza obniżają się do Przełęczy Tetmajera (Gerlachovské sedlo), za którą wznosi się główny wierzchołek (2655 m). Dalej w grani znajdują się kolejno Wyżnie Gerlachowskie Wrótka, wierzchołek Pośredniego Gerlacha, Pośrednie Gerlachowskie Wrótka, Gerlachowska Czuba i Niżnie Gerlachowskie Wrótka. Grzbiet kończy się południowo-wschodnim szczytem Małego Gerlacha (Kotlový štít, 2601 m). Z wierzchołka Małego Gerlacha odchodzą dwa boczne ramiona obejmujące Gerlachowski Kocioł (Gerlachovský kotol).
Masyw Gerlacha góruje nad:
- od południowego zachodu – Doliną Wielicką (Velická dolina),
- od północnego wschodu – Doliną Batyżowiecką (Batizovská dolina),
- od południa szczyt Zadniego Gerlacha zamyka Dolinę Kaczą (Kačacia dolina) należącą do systemu Doliny Białej Wody (Bielovodská dolina).

Na szczyt, nazwany przez Mieczysława Karłowicza królem tatrzańskim (Franciszek Henryk Nowicki przyznał mu „berło gór”), nie prowadzi żaden znakowany szlak turystyczny. Najczęściej używane wejście jest poprowadzone z Doliny Wielickiej przez Wielicką Próbę, dostępny jest także z Doliny Batyżowieckiej przez tzw. Batyżowiecką Próbę – oba szlaki są silnie eksponowane (wejścia turystyczne tylko w towarzystwie przewodnika). Bazą wypadową jest zwykle hotel górski „Śląski Dom”. Inne drogi wejściowe to m.in. Żleb Karczmarza, Próba Tatarki i Żleb Darmstädtera, Droga Martina (Martinovka). Bardzo popularna ściana zachodnia ma wysokość 350 metrów, a po jej pokonaniu, do szczytu pozostaje jeszcze 150 metrów deniwelacji.

## Roślinność
Mimo surowych warunków klimatycznych i bardzo krótkiego sezonu wegetacyjnego, w rejonie samego wierzchołka można jeszcze znaleźć stanowiska 15 gatunków roślin naczyniowych, w tym: dzwonka alpejskiego, wrotycza alpejskiego, goryczki przeźroczystej, omiegu kozłowca, situ skuciny i pierwiosnki maleńkiej.

## Historia zdobywania
Pierwsze wejścia na Gerlach nie były dokładnie odnotowane. Zapewne jeszcze w XVIII i na początku XIX w. jego stoki były penetrowane przez spiskich myśliwców, ale nie wiadomo jak wysoko mogli oni docierać. Jest wielce prawdopodobne, że na któryś z wierzchołków Gerlacha dotarli ok. 1820 r. austriaccy topografowie wojskowi, przygotowujący tzw. franciszkowe zdjęcie Węgier. Jak zauważył bowiem Józef Nyka, na przechowywanej w wiedeńskim Kriegs-Archiwum (oddział austriackiego Archiwum Państwowego) rękopiśmiennej mapie z 1822 r., będącej wynikiem tych prac, ...podejrzanie wiernie nanieśli (...) grzędy opadające ku Dolinie Batyżowieckiej, a w Kotle Gierlachowskim zaznaczyli nawet morenkę tarasującą wylot.
Najprawdopodobniej w 1834 r. na szczycie stanęli – podczas polowania na kozice – niejaki Gelhof, murarz i drobny przedsiębiorca budowlany z Wielkiej (dziś część Popradu), jego szwagier, nauczyciel szkoły w Nowej Leśnej Johann Still, młynarz z Wielkiego Sławkowa Martin Spitzkopf-Urban oraz dwóch innych, nieznanych „koziarzy”. Wejście to zostało potwierdzone pisemnie dopiero w 1874 r. w liście Johanna Stilla, złożonym na ręce Antona Döllera, w tym czasie członka zarządu Węgierskiego Towarzystwa Karpackiego.
11 sierpnia 1855 r. na szczycie stanęli dwaj polscy botanicy Zygmunt Bośniacki i ks. Wojciech Grzegorek, którzy weszli tam zapewne wraz z zakopiańskimi przewodnikami. Na pewno weszli na niego austriaccy inżynierowie wojskowi, prowadzący prace kartograficzne w 1868 r. Pierwszy turysta, nieznany z nazwiska, został wprowadzony na szczyt w końcu lat 60. XIX wieku przez Martina Spitzkopfa. W sierpniu 1872 r. wszedł na Gerlach Franz Holst, berliński student pochodzący z Prus Wschodnich, prowadzony przez Johanna Stilla. Później przez długi czas panowało przekonanie, że było to pierwsze wejście Stilla na ten szczyt. Miał on jakoby publicznie stwierdzić, że na Gerlach wszedł po raz pierwszy właśnie w roku 1872.
Kolejne wejście na wierzchołek Gerlachu miało miejsce 7 sierpnia 1874 r., a dokonali go śląski teolog Theodor Steinberg ze swym uczniem Hugonem Elsnerem oraz przewodnikiem Johannem Stillem i tragarzem (później również przewodnikiem) Samuelem Horvayem. Wszystkie powyższe wejścia wiodły południowymi stokami masywu, od strony Gerlachowskiego Kotła. 31 sierpnia tegoż roku Gerlach zdobyli węgierski geograf i sławny wkrótce alpinista Mór Déchy, wspomniany już Anton Döller, Josef Schäferling i Paul Schwartz wraz ze Stillem i Horvayem. Było to pierwsze w historii wejście popularną dziś drogą przez Wielicką Próbę. Jeszcze 22 września tego samego roku na Gerlachu stanął ksiądz Józef Stolarczyk z doborowymi przewodnikami zakopiańskimi, Wojciechem Gąsienicą-Kościelnym, Wojciechem Giewontem, Wojciechem Rojem starszym i Szymonem Tatarem starszym.
W roku 1875 zanotowano już sześć wejść. Dziewiątym było w czerwcu wejście wiedeńskiego turysty dra Oskara Simony’ego z Samuelem Horvayem. Następnym 31 lipca wejście węgierskiego profesora wiedeńskiego Theresianum Dionizego Dezső z towarzyszami oraz przewodnikami Johannem Stillem i Martinem Spitzkopfem. Jednym z kolejnych w tym samym roku – wejście z 19 sierpnia, w którym uczestniczyli m.in. Tytus Chałubiński z synem Ludwikiem i Walery Eljasz-Radzikowski. Wejście nastąpiło od strony Doliny Wielickiej, najprawdopodobniej drogą księdza Stolarczyka z poprzedniego roku.
Od 1876 r. szczyt zaczął być już intensywnie zwiedzany. M. in. w 1902 r. drogą z Doliny Wielickiej wszedł nań z przewodnikiem Andrzejem Zwijaczem Hugo Zapałowicz.
Zimą szczyt zdobyli pierwsi Janusz Chmielowski, Károly Jordán oraz przewodnicy: Klemens Bachleda, Johann Franz (senior) i Paul Spitzkopf-Urban w dniu 15 stycznia 1905 r.

## Wysokość Gerlachu
Przed pomiarami przeprowadzonymi w latach 1837–1838 przez leśniczego Ludwiga Greinera na Spiszu za wyższe od Gerlachu uznawano powszechnie Łomnicę lub Lodowy Szczyt, zaś mieszkańcy Liptowa byli przekonani o pierwszeństwie Krywania. Wyniki badań przeprowadzonych metodami geodezyjnymi wykazały wysokość Gerlachu równą 2640,54 m (w rzeczywistości 2655 m), Łomnicy: 2624,73 m (2634 m), Lodowego Szczytu: 2594,71 m (2627 m). Krywań już wcześniej został uznany za niższy od Łomnicy. Greiner opublikował wyniki w 1839 r. w drukowanych przez królewsko-węgierską drukarnię uniwersytecką „Gemeinnützige Blätter zur Belehrung und Unterhaltung”, później jeszcze dwa razy w innych miejscach. Były to mało poczytne czasopisma, więc Łomnica jeszcze przez długi czas uchodziła za najwyższy szczyt tatrzański. Encyklopedia Powszechna Samuela Orgelbranda z 1867 r. podawała wysokości: Łomnica 2696 m, Lodowy Szczyt 2655 m, Wysoka 2465 m, Gierlachowski Szczyt 2307 m.

## Artefakty na szczycie
W 1896 r. Węgry świętowały 1000-lecie swego państwa. Z tej okazji węgierska taterniczka, Teresa Egenhoffer, zainicjowała umieszczenie pamiątkowej tablicy na Gerlachu i taką tablicę ufundowała. Wykonano ją w Budapeszcie z ciemnego diorytu. Był na niej wykuty, pozłacany herb królestwa oraz takiż pamiątkowy napis w języku węgierskim, który w 11 wierszach informował o jubileuszu, wspominając jednocześnie 48 rok „mądrego panowania” cesarza Franciszka Józefa I. Według relacji tablica miała wymiary 80x60 cm i grubość 8 cm. Miała ważyć półtora cetnara. Po poświęceniu przez budapeszteńskiego biskupa tablicę przetransportowano koleją do Łuczywnej, a stąd przez Wyżnie Hagi do Doliny Batyżowieckiej. Ostatni odcinek – wyniesienie tablicy na szczyt Gerlachu – wykonało pod okiem fundatorki w dwa dni ośmiu chłopów ze Stwoły i jeden z tatrzańskich przewodników. Tablicę wkuto w skałę i wmurowano tuż pod wierzchołkiem Gerlachu, po stronie Doliny Batyżowieckiej.
Uroczyste odsłonięcie tablicy miało miejsce 18 sierpnia 1896 r., w dniu urodzin cesarza. Brało w nim udział kilkudziesięciu członków Węgierskiego Towarzystwa Karpackiego (Magyarorszagi Karpategyesület, MKE), w tym ośmiu wybitnych tatrzańskich przewodników spiskich. Na szczycie przemawiała fundatorka, oddając przybraną kwiatami, gałązkami kosodrzewiny i węgierską flagą państwową tablicę pod opiekę tej turystycznej organizacji. Uroczystość zakończono hymnem państwowym. Uczestniczący w uroczystości urzędujący wiceprezes Węgierskiego Towarzystwa Karpackiego Nikolaus Fischer zaproponował wówczas, by przemianować najwyższy szczyt Tatr na Szczyt Franciszka Józefa I. Zebrani mieli przyjąć tę propozycję okrzykiem „Éljen!” (Niech żyje!). Inna wersja wydarzenia mówi, że uchwała zapadła na wniosek Teresy Egenhoffer wieczorem tego dnia, na zebraniu delegatów (lub też zarządu) MKE w nowo wybudowanym schronisku „Śląski Dom” w Dolinie Wielickiej. Kiedy po pewnym czasie MKE uzyskało zgodę cesarza na takie przedsięwzięcie wykonana została niewielka, marmurowa tabliczka z napisem „Ferencz József csúcs” (Szczyt Franciszka Józefa), którą prawdopodobnie w następnym roku zamontowano na wierzchołku góry.
Nowa nazwa szczytu nie przypadła do gustu ani rewolucyjnie nastawionej części społeczeństwa węgierskiego, ani Słowakom, ani też Polakom z drugiej strony Tatr. Małą tabliczkę z nazwą szczytu już we wrześniu 1900 r. zrzucili do Doliny Batyżowieckiej polscy taternicy Stanisław Eljasz-Radzikowski i Kazimierz Brzozowski z przewodnikami góralskimi Klimkiem Bachledą i Jędrzejem Obrochtą. Solidnie osadzoną tablicę millenijną nie było tak łatwo zniszczyć. Nie udało się to grupie Radzikowskiego. Później kilkakrotnie młodzi taternicy węgierscy z akademickiego środowiska w Budapeszcie zawalali ją wprawdzie głazami, ale przewodnicy górscy MKE systematycznie ją na powrót odsłaniali.
Juliusz Zborowski w cytowanym wyżej artykule „Akcja na Gierlachu” pisał, że tablicę „...rozbito w 1918 lub 1919 r.”. Tymczasem tablicę tę widzieli turyści na szczycie Gerlachu jeszcze w lipcu 1920 r., a temat jej przyszłości poruszała nawet prasa nowo powstałej Republiki Czechosłowackiej. Nie wiadomo, co się z nią stało później. Jest wielce prawdopodobne, że usunęli ją w 1922 lub 1923 r. czescy narciarze, którzy zainstalowali wówczas na szczycie sporych rozmiarów, blaszaną chorągiew „Legionistów”. Jednocześnie Czesi zaczęli propagować ideę nazwania Gerlacha „Szczytem Legionistów” (cz. Štít Legionářů; patrz niżej). Metalową chorągiew zrzucił wkrótce ze szczytu zakopiański przewodnik Daniel Gąsienica.
W 1997 r. na szczycie ustawiono metalowy krzyż.
Nie ma żadnego dowodu na istnienie kiedykolwiek na Gerlachu samoistnego pomnika (popiersia) Franciszka Józefa I. Jego autorem miał być rzeźbiarz Alois Štróbl, a pomnik miał być ozdobiony okrągłym, weneckim lustrem, ofiarowanym przez arcyksiężną Klotyldę. Pomnik miał wysadzić w powietrze w październiku 1901 r. niejaki Jozef Pleteník, który poszukiwany przez władze musiał emigrować w następnym roku do Stanów Zjednoczonych. Nie znajduje to potwierdzenia w żadnych innych źródłach.

## Nazwa
Pochodzenie
Nazwa szczytu pochodzi od nazwiska komesa Gerlacha ze Spiskiej Soboty bądź jego syna, występującego w dokumencie z 1326 r. Rdzeń tego imienia wcześniej pojawił się w nazwie spiskoniemieckiej wsi Gerlsdorf (dziś po słowacku Gerlachov, po polsku Gierlachów), położonej na północny zachód od Spiskiej Soboty. Wraz z coraz większym zainteresowaniem Tatrami nizinne nazwy przenosiły się na okoliczne szczyty. W ten sposób ustaliła się niemiecka nazwa Gerlsdorfer Spitze, węgierska Gerlachfalvi-csúcs oraz słowacka Gerlachovský štít oraz skrócona Gerlach.
Najstarsza „słowiańska” nazwa szczytu, używana przez słowackich mieszkańców spiskich wsi podtatrzańskich, brzmiała Kotel lub Na Kotlu. Wiąże się to z faktem, iż góra w widokach od południa jawi się jako szczyt wznoszący się nad Kotłem Gerlachowskim. Nazwa ta znalazła się na wspomnianej wyżej rękopiśmiennej mapie obejmującej Tatry z 1822 r., przechowywanej w wiedeńskim Kriegs-Archiwum (oddział austriackiego Archiwum Państwowego) (Na Kottlu, d[eutsch]. Gerlsdorfer Spitze).
Zmiany nazw na przestrzeni lat
W późniejszych latach nazwa Gerlacha kilkakrotnie stawała się obiektem politycznych rozgrywek. Oto lista znanych oficjalnych i nieoficjalnych nazw góry:
| Lata      | Nazwa |
| --------- | --- |
| do 1896   | Gerlach (po słowacku i polsku), Gierlach (pol.), Gerlsdorfer Spitze, Gerlsdorfer Berg, Gerlachspitze (po niemiecku), Gerlachfalvi csúcs (węg., oficjalnie) - forma Gerlach pierwszy raz pojawiła się w roku 1717 u Jakoba Buchholtza                                                                             |
| 1896–1919 | Franz-Joseph-Spitze (niem.), Ferenc József csúcs (węg.), Štít Františka Jozefa (słow.), Štít Františka Josefa (po czesku) - tłum. na polski: Szczyt Franciszka Józefa – zmiana nazwy w 1896 r. z okazji 1000-lecia Państwa Węgierskiego                                                                          |
| 1919–1923 | Gerlach, Gerlachovka (słow.) |
| od 1923   | Štít Legionárov (słow.), Štít legionářů (cz.), Legionáriusok csúcsa (węg.) - tłum. na polski: Szczyt Legionistów – zmiana nazwy dla upamiętnienia pomocy czeskich i słowackich legionistów przy powstaniu państwa czechosłowackiego; nazwa nie przyjęła się, ok. 1932 góra na pewno była znów nazywana Gerlachem |
| do 1939   | Gerlach, Gerlachovka (słow.) - w okresie międzywojennym w Polsce szczyt bywał też zwany Szczytem Polskim |
| 1939–1945 | Slovenský štít (słow.), Slowakische Spitze (niem.), Szlovák csúcs (węg.) - tłum. na polski: Słowacki Szczyt |
| 1945–1949 | Gerlach, Gerlachovka, Gerlachovský štít (słow.) |
| 1949–1959 | Stalinov štít (słow.), Stalinův štít (cz.) - po polsku: Szczyt Stalina |
| od 1959   | Gerlachovský štít (słow., cz.), Gerlsdorfer Spitze lub Gerlachspitze (niem.), Gerlach lub Gierlach (pol.), Gerlachfalvi csúcs (węg.) |

Polskie nazwy szczytu
W języku polskim w powszechnym użyciu funkcjonuje przede wszystkim nazwa Gerlach oraz traktowana jako dopuszczalna Gierlach, rzadziej występują też formy Gerlachowski Szczyt, Garłuch, Garłuchowski Szczyt, a także Kotłowy Szczyt, Kocioł.
W polskim piśmiennictwie wzmianki o szczycie pojawiły się dopiero w wieku XIX. Stanisław Staszic używał w swoich dziełach zarówno formy Gierlach, jak i formy Gerlach. Forma Gerlach pojawiała się też u Kazimierza Łapczyńskiego (1866), ks. Wawrzyńca Augustyna Sutora (1878) i Tytusa Chałubińskiego (1879). Formę Garłuch forsował Walery Eljasz-Radzikowski, doszukując się w niej słowiańskiego pochodzenia od słowa gardło. Jako drugą formę proponował on Gerlach.
„Słowiańską” nazwę Garłuch nadano 7 Pułkowi Piechoty Legionów Okręgu Warszawskiego Armii Krajowej, walczącemu podczas okupacji niemieckiej, m.in. w powstaniu warszawskim.
Niejednomyślność co do wskazania prawidłowej formy występuje także wśród badaczy tatrzańskiej historii i etymologii. Witold Henryk Paryski i Zofia Radwańska-Paryska w Wielkiej encyklopedii tatrzańskiej wskazują Gierlach jako jedyną poprawną formę, podkreślając błędność nazwy Garłuch. Nazwy Gierlach używa konsekwentnie w swoich przewodnikach także Józef Nyka . Za formą Gerlach opowiada się jednak również wielu znawców Tatr, w tym Władysław Cywiński.
Według prof. Barbary Czopek-Kopciuch oraz prof. Aleksandry Cieślikowej choć nazwa Gierlach jest bardziej spolszczona, to jednak u przeciętnego odbiorcy kłóci się z poczuciem poprawności, ponieważ jest odbierana jako przestarzała – takie wrażenie może wynikać ze skojarzenia z przedwojenną reformą ortografii ustalającą pisownię obcej grupy jako ge, a nie gie (dawne gienerał – obecne generał). 
Także słowniki i encyklopedie są niejednomyślne i pojawiają się w nich, opatrzone różnymi kwalifikatorami (rzadko, dawniej), różne nazwy.
W 2012 Komisja Standaryzacji Nazw Geograficznych poza Granicami Rzeczypospolitej Polskiej przyjęła formę Gerlach jako główny egzonim, dopuszczając jednocześnie Gierlach jako egzonim wariantowy.
Różnoraka bywa też odmiana nazwy szczytu. Najczęściej stosowana forma dopełniacza to Gerlacha, Gierlacha, ale występuje też odmiana Gerlachu, Gierlachu.